# Ясмин Лари
Ясмин Лари (на урду: یاسمین لاری) е първата жена архитект в Пакистан.

## Биография
Родена е в град Дера Гази Хан, Пакистан. Прекарва първите си години в и около Лахор. Баща ѝ Зафарул Ахсан работи по големи проекти за развитие в Лахор и други градове на страната, което повлиява на Ясмин Лари в бъдещото ѝ развитие в областта на архитектурата. Сестра ѝ Насрен Джалил е политик. На 15-годишна възраст напуска Пакистан за първи път. Тогава заедно със семейството си пътува до Лондон. Заедно с братята и сестрите си е записана в училище в Лондон. След като не е приета да учи архитектура, две години учи изкуство. След това е приета в Училището по изкуства в Оксфорд, което завършва през 1964 г. След това се завръща в Пакистан и заедно със съпруга си Сухаил Захер Лари основава архитектурно бюро в Карачи. Става първата жена архитект в Пакистан. В първите години на нейната кариера работниците по строителните площадки оспорват авторитета и познанията ѝ заради това, че е жена. През 1969 г. е избрана за член на Кралския институт на британските архитекти.
Архитект е на множество жилищни и търговски сгради, сред тях са хотел „Тадж Махал“ (1981), Финансово-търговския център (1989) и сградата на седалището на Пакистанската държавна петролна къща (1991) в Карачи.
През 2000 г. престава да практикува като архитект и започва да се занимава с обществена дейност. Съветник е на проекта на ЮНЕСКО за запазване на културното наследство на пакистанските села. Заема поста изпълнителен директор на фондация „Наследство Пакистан“.
След 2010 г., наред с други проекти, е построила над 36 000 къщи за засегнатите от наводнения и земетресения в Пакистан от 2014 г. Прилага традиционни строителни техники и местни материали при възстановяването на района на долината Синд в Пакистан.
През 2013 г. помага на селяни в областта Аваран, които са засегнати от земетресението в Белуджистан през същата година.